# (9532) Abramenko
(9532) Abramenko (1981 RQ2) – planetoida z pasa głównego asteroid okrążająca Słońce w ciągu 4,18 lat w średniej odległości 2,59 j.a. Odkryta 7 września 1981 roku.